# Christia obcordata
Christia obcordata es una especie de planta de la familia Fabaceae. Llamada comúnmente ala de mariposa o cola de golondrina, es originaria del este y sur de Asia. Fue descrita por primera vez por Jean Louis Marie Poiret, y recibió su nombre actual de Reinier Cornelis Bakhuizen van den Brink.

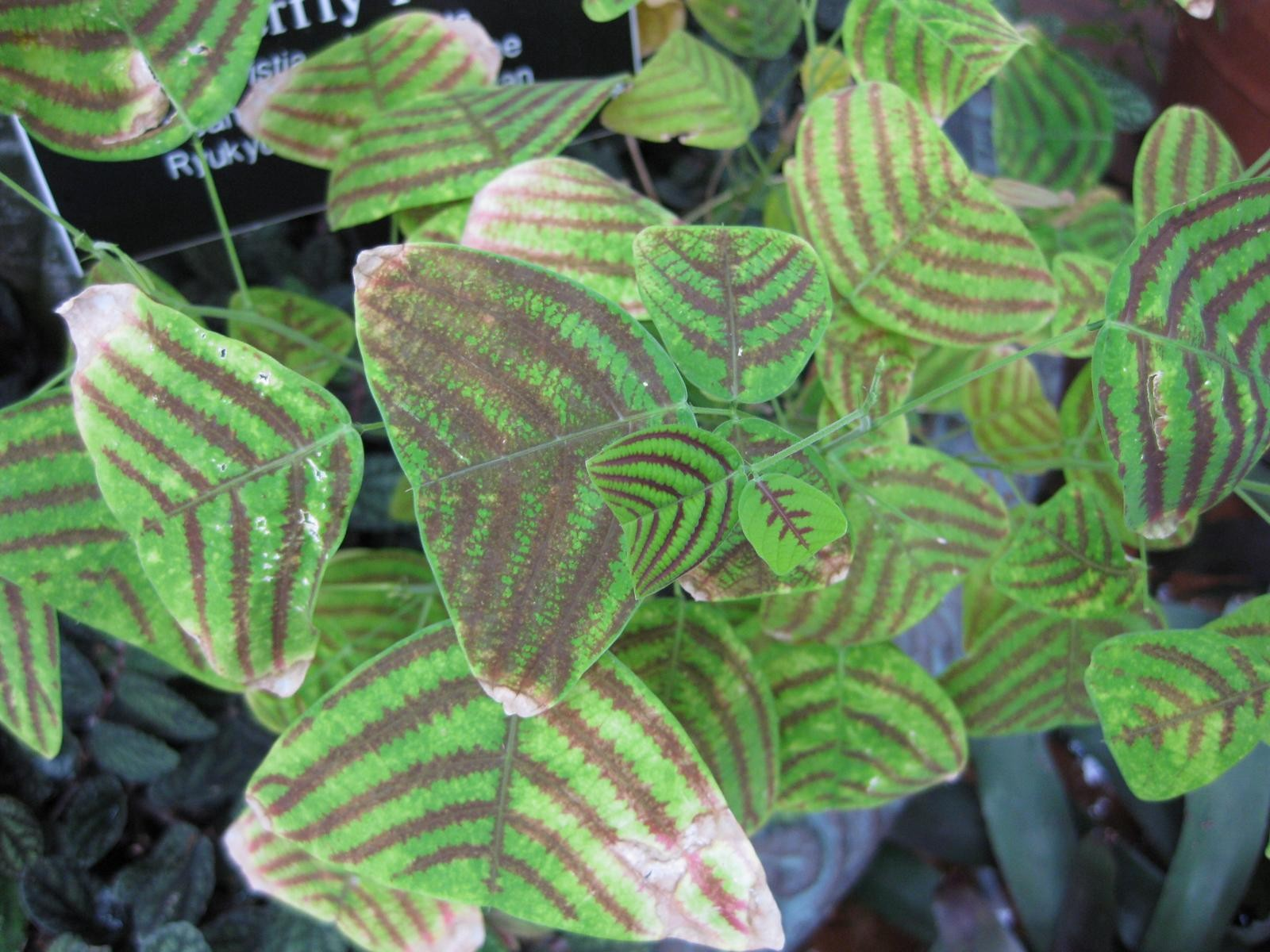
Hojas en detalle.

Valorada como planta ornamental por la forma y colorido de sus hojas, prefiere climas cálidos de unos 20 °C, ya que no resiste bien temperaturas por debajo de 10 °C, y espacios con buena iluminación, pero se puede cultivar en interiores. Se puede propagar tanto por esquejes como por semillas.